# Resistência Republicana e Socialista
A Resistência Republicana e Socialista foi um movimento político português de oposição à ditadura do Estado Novo liderado por Mário Soares. O grupo foi fundado por Mário Soares em 1953 após a sua expulsão do Partido Comunista Português em 1951, juntamente com outros elementos expulsos do Partido Comunista e da União Socialista, entre os quais Manuel Mendes, Fernando Piteira Santos, Gustavo Soromenho e Ramos da Costa.